# Кобург
Кобург град је у њемачкој савезној држави Баварска. Био је пребивалиште војводама од Сакс-Кобурга до 1918. године, а данас у њему делује осигуравајућа кућа HUK-Coburg. Изнад Кобурга се издиже други по очуваности замак у Немачкој, Фесте Кобург, такође именован као „Круна Франконије“.

## Име
По захтеву министарства владе Горње Франконије од 30. октобра 1920. године установљен је тачан правопис имена овог града (Coburg, а не Koburg).

## Историја
По први пут се помиње 1056. године. Од 1596. постаје главно седиште династије војвода од Сакс-Кобурга. Од 1696. до 1826. једно је од два седишта војвода од Сакс-Кобург-Салфелда, а од 1826. до 1918. је главни град војводства Сакс-Кобург и Гота. Династија Сакс-Кобург и Гота је дошла на престо Белгије (1831) и Бугарске (1908—1946). Као супрузи краљица Португалије и Уједињеног Краљевства, представници ове лозе су дали своје презиме владарским кућама ових земаља.

## Географија
Кобург је аутономан град у баварској области Горња Франконија и седиште округа Кобург. Град се налази између јужног подножја Тириншке шуме, брда Лангенберген, и долине р. Мајне, а пресеца га р. Иц, у коју се улива р. Лаутербах код евангелистичко-лутеранске цркве. Ова река углавном називана скраћено Лаутер у градској четврти Нојзес спаја се с р. Сулцбах и бива још снабдевена водом од р. Ротенбах. Поред тога, у Иц се улива р. Ханфлус на рубу центра града, крај четврти Картендорф, код „Јеврејског моста“, кроз којег је прокопан цевовод 1967. године. Свеукупно, деветнаест мостова премостило је р. Иц унутар градске средине. Општина се налази на надморској висини од 292 метра. Површина града износи 48,3 km². Посједује регионалну шифру (AGS) 9463000.

## Демографија
У самом мјесту је, према процјени из 2010. године, живјело 41.316 становника. Просјечна густина становништва износи 855 становника/km².

## Међународна сарадња
| Мјесто      | Држава               | Врста сарадње | Од    |
| ----------- | -------------------- | ------------- | ----- |
| Гарден Сити | САД                  | партнерство   | 1952. |
| Гаис        | Италија              | партнерство   | 1971. |
| Вајт        | Уједињено Краљевство | партнерство   | 1983. |
| Ниор        | Француска            | партнерство   | 1974. |
| Кобург      | Канада               | партнерство   | 1997. |
| Уденарде    | Белгија              | партнерство   | 1972. |
| Извор       |                      |               |       |